# Irving Rusinow

Irving Rusinow: Mlátička obilí, Taos County, New Mexico, 1941, archiv NARA

Irving Rusinow (1915, Detroit – 2. srpna 1990) byl americký fotograf, filmař a režisér. Natáčel filmy pro společnost Encyclopaedia Britannica Films (EBF), ve kterých se zaměřoval na vzdělávání a školství.

## Život a dílo
Vystudoval University of Chicago. Před tím, než pracoval pro EBF působil jako fotograf a kolega Dorothey Langeové, přičemž pořizoval dokumentární fotografie pro úřad Bureau of Agricultural Economics. Později natáčel filmy pro kancelář Office of Inter-American Affairs a byl působil jako režisér pro ministerstvo zemědělství. Svou vlastní společnost Irving Rusinow Film Productions založil v roce 1959.
Dokumentoval dobu Velké hospodářské krize a New Deal. Stovky jeho snímků spadají do kategorie public domain a jsou k dispozici na úložišti obrázků Wikimedia Commons.

## Galerie

Coosa Valley, Alabama, 1941, archiv NARA
El Cerrito, San Miguel County, New Mexico
El Cerrito, San Miguel County, New Mexico
Harmony Community, Putnam County, Georgia
Harmony Community, Putnam County, Georgia
Harmony Community, Putnam County, Georgia
Fotografie dětí
Fotografie dětí